# Telemundo Global Studios

Telemundo Global Studios (anciennement Telemundo Studios et Telemundo-RTI) est une division de NBCUniversal qui développe une programmation originale en espagnol pour le réseau Telemundo.

## Histoire
En 2005, le groupe Telemundo Communications a annoncé l’acquisition de la totalité de son immeuble avec RTI Televisión, Telemundo-RTI, afin de créer Telemundo Studios et a signé un accord en vue de l’acquisition des actifs opérationnels de son distributeur international, Tepuy International, désormais Telemundo Internacional.
Après ces accords, Patricio Wills, ancien président de Telemundo-RTI, devient le responsable des studios Telemundo Television. Marcos Santana, ancien PDG de Tepuy International, deviendra président de Telemundo Internacional, la division qui sera présente pour distribuer sa programmation à l'étranger.
Telemundo Studios continuera de produire des telenovelas et d’autres programmes pour Telemundo et cherchera des possibilités de production pour d’autres réseaux latino-américains.

## Liste de programmation originale

### Telenovelas
| Années 2000 |       |                                   |                                   |                                                     |      |
| #           | Année | Telenovela                        | Ecriture                          | Production                                          | Ref. |
| 01          | 2003  | Amor descarado                    | Delia Betancourt Roberto Stopello | Aurelio Valcárcel Carroll                           |      |
| 02          | 2004  | Prisionera                        | Humberto "Kiko" Olivieri          | Aurelio Valcárcel Carroll                           |      |
| 03          | 2004  | ¡Anita, no te rajes!              | Valentina Párraga                 | Aurelio Valcárcel Carroll                           |      |
| 04          | 2005  | El cuerpo del deseo               | Julio Jiménez                     | Aurelio Valcárcel Carroll                           |      |
| 05          | 2006  | Tierra de pasiones                | Eric Vonn                         | Aurelio Valcárcel Carroll                           |      |
| 06          | 2006  | La viuda de Blanco                | Julio Jiménez                     | Aurelio Valcárcel Carroll                           |      |
| 07          | 2007  | Dame chocolate                    | Perla Farías                      | Aurelio Valcárcel Carroll                           |      |
| 08          | 2007  | Pecados ajenos                    | Eric Vonn                         | Aurelio Valcárcel Carroll                           |      |
| 09          | 2008  | El rostro de Analía               | Humberto "Kiko" Olivieri          | Aurelio Valcárcel Carroll                           |      |
| 10          | 2009  | Más sabe el diablo                | Jimena Romero Lina Uribe          | Aurelio Valcárcel Carroll                           |      |
| Années 2010 |       |                                   |                                   |                                                     |      |
| #           | Année | Telenovela                        | Ecriture                          | Production                                          | Ref. |
| 11          | 2010  | Perro amor                        | Juana Uribe                       | Aurelio Valcárcel Carroll                           |      |
| 12          | 2010  | ¿Dónde está Elisa?                | Perla Farías                      | Aurelio Valcárcel Carroll                           |      |
| 13          | 2010  | El fantasma de Elena              | Humberto "Kiko" Olivieri          | Aurelio Valcárcel Carroll                           |      |
| 14          | 2010  | Alguien te mira                   | Perla Farías                      | Aurelio Valcárcel Carroll                           |      |
| 15          | 2010  | Aurora                            | Marcela Citterio                  | Aurelio Valcárcel Carroll                           |      |
| 16          | 2011  | Mi corazón insiste en Lola Volcán | Valentina Párraga                 | Aurelio Valcárcel Carroll                           |      |
| 17          | 2011  | La casa de al lado                | José Ignacio Valenzuela           | Aurelio Valcárcel Carroll David Posada              |      |
| 18          | 2011  | Una maid en Manhattan             | Luis Zelkowicz                    | Aurelio Valcárcel Carroll                           |      |
| 19          | 2012  | Relaciones peligrosas             | Roberto Stopello                  | Aurelio Valcárcel Carroll Martha Godoy David Posada |      |
| 20          | 2012  | Corazón valiente                  | Marcela Citterio                  | Aurelio Valcárcel Carroll Carlos Lamus Alcalá       |      |
| 21          | 2012  | El rostro de la venganza          | Sebastián Arrau                   | Aurelio Valcárcel Carroll                           |      |
| 22          | 2013  | Pasión prohibida                  | Juan Camilo Ferrand               | Carmen Cecilia Urbaneja Mariana Iskandarani         |      |
| 23          | 2013  | Dama y obrero                     | Sandra Velasco                    | Aurelio Valcárcel Carroll Jairo Arcila Murillo      |      |
| 24          | 2013  | Marido en alquiler                | Perla Farías                      | Aurelio Valcárcel Carroll David Posada              |      |
| 25          | 2013  | Santa diabla                      | José Ignacio Valenzuela           | Carmen Cecilia Urbaneja José Gerardo Guillén        |      |
| 26          | 2014  | En otra piel                      | Laura Sosa                        | Carmen Cecilia Urbaneja José Gerardo Guillén        |      |
| 27          | 2014  | Reina de corazones                | Marcela Citterio                  | Aurelio Valcárcel Carroll David Posada              |      |
| 28          | 2014  | Tierra de reyes                   | Rossana Negrín                    | Carmen Cecilia Urbaneja José Gerardo Guillén        |      |